# Рамне кріплення
Кріплення рамне (рос. крепь рамная, англ. frame timber, frame set; нім. Rahmenausbau m, Türstockausbau m) — гірниче кріплення, що складається з кріпильних рам, які встановлюються у виробках на деякій відстані одна від одної або впритул. Застосовується для кріплення капітальних, підготовчих, нарізних і очисних виробок, як правило, в поєднанні з міжрамною огорожею, що перекриває проміжки між кріпильними рамами. К.р. класифікують за видом матеріалу, з якого виготовлені кріпильні рами (металеві, залізобетонні, дерев'яні, змішані), за формою їх контуру (арочні, трапецієподібні, кільцеві й інш. ознакам. На сучасних шахтах найпоширеніше металеве К.р. зі спецпрофілю СВП.